# Ormond Mitchell Lissak

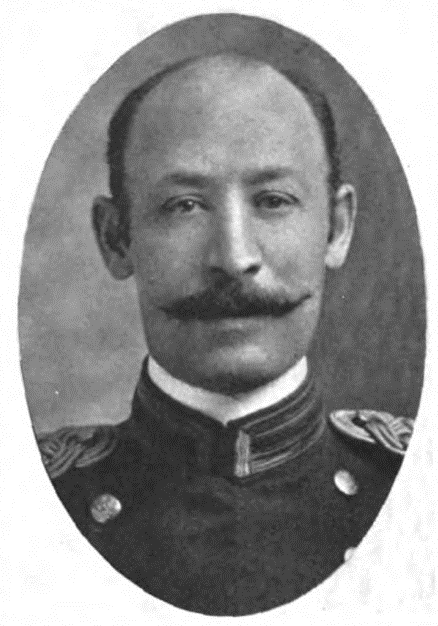
Ormond Mitchell Lissak

Ormond Mitchell Lissak (* 5. Februar 1861 in San José (Kalifornien); † 22. Mai 1912 in San Francisco) war ein US-amerikanischer Erfinder und Waffentechniker.
Lissak besuchte das St. Augustine College in Benicia und schloss 1882 die United States Military Academy ab. Er diente in der United States Army zunächst bei der Artillerie, 1889 wurde er zum Ordnance Department versetzt. Im Spanisch-Amerikanischen Krieg war er der diensthabende Offizier des Ordnance Departements während der Invasion Puerto Ricos. 1900 wurde er zum Frankford Arsenal versetzt. Dort erfand er sechs Maschinen, um die Arbeitsabläufe bei der Patronenherstellung zu verbessern. Von 1904 bis 1908 war er Lehrer für Waffentechnik an der United States Military Academy. Später wurde er abkommandiert, um Samuel Neal McClean bei der Konstruktion seines wassergekühlten Maschinengewehres zu helfen. Auf Grundlage der Vorarbeiten von McClean und Lissak entwickelte Isaac Newton Lewis das luftgekühlte Lewis-Maschinengewehr, welches im Ersten Weltkrieg in großer Zahl produziert wurde. Wegen gesundheitlicher Probleme verließ er 1910 die US Army im Range eines Oberstleutnants. Lissak war verheiratet und hatte ein Kind.

## Publikationen
- Ordnance and gunnery : a text-book prepared for the cadets of the United States Military Academy, West Point, original 1907, veröffentlicht 1915, John Wiley & Sons